# ری ویلسون
ری ویلسن (انگلیسی: Ray Wilson زادهٔ ۱۷ دسامبر ۱۹۳۴ - درگذشته ۱۵ مه ۲۰۱۸) بازیکن فوتبال اهل انگلستان بود که سابقهٔ بازی در تیم ملی فوتبال انگلستان را در کارنامهٔ خود دارد. وی در تاریخ ۱۹ آوریل ۱۹۶۰ نخستین بازی ملی خود را در مقابل تیم ملی فوتبال اسکاتلند انجام داد و با حضور در ۶۳ بازی ملی، در تاریخ ۸ ژوئن ۱۹۶۸ واپسین بازی ملی‌اش را در برابر تیم ملی فوتبال اتحاد شوروی برگزار کرد.